# کیک ماهی
کیک ماهی نوعی غذا است که از ماهی فیله شده یا انواع خوراک دریایی چرخ شده تشکیل شده است که با یک ماده نشاسته‌ای مخلوط شده و تا زمانی که طلایی شود سرخ می‌شود.
کیک ماهی به سبک آسیایی معمولاً حاوی ماهی با نمک، آب، نشاسته و تخم مرغ است. همچنین می‌تواند ترکیبی از خمیر ماهی و سوریمی باشند. کیک ماهی به سبک اروپایی شبیه کراکت است که از ماهی فیله شده یا سایر غذاهای دریایی با سیب زمینی تشکیل شده است که گاهی با پودر سوخاری یا خمیرابه پوشانده می‌شود. کیک ماهی همان‌طور که در فرهنگ لغت غذا و تغذیه آکسفورد تعریف شده است، ماهی خرد شده یا چرخ شده مخلوط با سیب‌زمینی، تخم‌مرغ و آرد با چاشنی پیاز، فلفل و گاهی سبزیجات است.
کیک ماهی به عنوان راهی برای استفاده از باقیمانده‌هایی است که ممکن است دور ریخته شوند. در کتاب مدیریت خانگی خانم بیتون در قرن نوزدهم، دستور پخت کیک ماهی شامل اضافات ماهی و «سیب‌زمینی سرد» است. دستور العمل‌های مدرن بیشتری به غذا اضافه شده است که موادی مانند ماهی سالمون دودی و سبزیجات را پیشنهاد می‌کند.
از آنجایی که ماهی به‌طور سنتی جزء اصلی رژیم غذایی مردمی است که در نزدیکی دریاها، رودخانه‌ها و دریاچه‌ها زندگی می‌کنند، بسیاری از تغییرات منطقه ای در کیک ماهی ایجاد شده است. معمولاً در کیک‌های ماهی از کبد ماهی استفاده می‌شد. با این حال، از آنجایی که ذخایر کبد ماهی تمام شده است، انواع دیگری از ماهی سفید مانند روغن‌ماهی کوچک مورد استفاده قرار می‌گیرد، در کیک ماهی برای ایجاد طعمی متفاوت ممکن است از ماهی‌های روغنی مانند سالمون استفاده کنند.